# ダイナミック
| ウィキペディアには「ダイナミック」という見出しの百科事典記事はありません（タイトルに「ダイナミック」を含むページの一覧/「ダイナミック」で始まるページの一覧）。 代わりにウィクショナリーのページ「dynamic」が役に立つかもしれません。 |